# Homoneura sasakawai
Homoneura sasakawai är en tvåvingeart som beskrevs av Shatalkin 1995. Homoneura sasakawai ingår i släktet Homoneura och familjen lövflugor. Inga underarter finns listade i Catalogue of Life.